# Alejandro Lerner

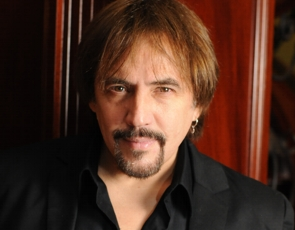
Alejandro Lerner

Alejandro Federico Lerner (geboren am 8. Juni 1957 in Buenos Aires) ist ein argentinischer Sänger und Songwriter. Während seiner Karriere spielte Lerner in verschiedenen Bands, gründete die Band La Magia und arbeitete mit internationalen Künstlern wie Luis Miguel, Paul Anka und Céline Dion zusammen.

## Leben
Lerner wurde 1974 wurde von Raúl Porchetto entdeckt, der ihn dazu brachte, sich einem kurzfristigen Projekt namens Reino de Munt anzuschließen. 1977 war Lerner an der Band Soluna von Gustavo Santaolalla beteiligt. Darüber hinaus entwickelte Alejandro Lerner seine Fähigkeiten als Performer bei der Arbeit mit den bekannten argentinischen Sängern León Gieco und Sandra Mihanovich.
Im Jahr 1981 gründete Lerner eine Band namens La Magia, in der er mit dem Bassisten Hernán Magiano, dem Gitarristen Damián Figueroa, dem Saxophonisten Oscar Kreimer und dem Schlagzeuger Luis Querón spielte. 1982 wurde Alejandro Lerner y La Magia veröffentlicht. Ein Jahr später brach die Band auseinander. Er begann eine Solokarriere und veröffentlichte Todo a Pulmón im selben Jahr und Lerner Tres 1984.
Im Jahr 1999 wurde eine Zusammenstellung seiner größten Hits unter dem Titel 20 Años (20 Jahre) veröffentlicht.
Im Jahr 2002 arbeitete er mit Carlos Santana zusammen, das Lied Hoy Es Adiós wurde im Album Shaman von Santana veröffentlicht.

## Auszeichnungen
- insgesamt sieben Nominierungen für die Latin Grammy Awards
- 2011 Friedensbotschafter der UNESCO

## Diskografie
- 1979: Sus primeras canciones
- 1982: Alejandro Lerner y la Magia
- 1983: Todo a pulmón
- 1984: Lernertres
- 1985: Conciertos
- 1987: Algo que decir
- 1988: Canciones
- 1990: Entre Líneas (AR: Platin)[1]
- 1992: Amor infinito
- 1994: Permiso de volar
- 1995: La magia continúa
- 1995: Oro (AR: Gold)
- 1997: Magic hotel
- 1997: Volver a empezar (AR: ×2Doppelplatin )
- 1999: 20 años (AR: ×2Doppelplatin )
- 2000: Si quieres saber quién soy (AR: Platin)
- 2001: Premium (AR: Platin)
- 2001: Alejandro Lerner (AR: Gold)
- 2002: Lerner vivo (AR: Gold)
- 2003: Buen viaje (AR: Platin)
- 2006: Canciones para Gente NiÑa
- 2007: Enojado
- 2008: En vivo en el gran rex
- 2011: En vivo Gran Rex
- 2016: Auténtico